# Jewgenija Samoilowna Rubinstein
Jewgenija Samoilowna Rubinstein (russisch Евгения Самойловна Рубинштейн; * 12. Januarjul. / 24. Januar 1891greg. in Nischni Nowgorod; † 6. April 1981 in Puschkin) war eine russische bzw. sowjetische Klimatologin und Hochschullehrerin.

## Leben
Rubinstein stammte aus einer bürgerlichen Familie. Nach dem Abschluss am Mädchengymnasium in Kaluga 1908 mit Goldmedaille studierte sie in St. Petersburg in den Höheren Bestuschew-Kursen für Frauen mit Spezialisierung auf Astronomie und Mathematik (Abschluss 1913 mit Auszeichnung). Die Abschlussprüfung an der Kaiserlichen Universität St. Petersburg bestand sie 1914. Als Adjunktin des Geophysikers Eduard Reinhold Stelling arbeitete sie ab 1914 im Physikalischen Hauptobservatorium in Petrograd.
Nach der Oktoberrevolution wurde Rubinstein 1919 wissenschaftliche Senior-Mitarbeiterin des Physikalischen Hauptobservatoriums (ab 1924 Geophysikalisches Hauptobservatorium).
Ab 1932 lehrte Rubinstein als Professorin an der Universität Leningrad in der Geographischen Fakultät (Ernennung zur Professorin 1934). Gleichzeitig war sie Vizedirektorin und ab 1936 Direktorin des Instituts für Klimatologie. Ohne  Verteidigung einer Dissertation wurde sie 1937 zur Doktorin der geographischen Wissenschaften promoviert.
Während des Deutschen Angriffskriegs gegen die Sowjetunion war Rubinstein aus dem blockierten Leningrad nach Swerdlowsk evakuiert, wo sie als Leiterin der 3. Abteilung des Geophysikalischen Hauptobservatoriums die Fronten mit klimatologischen Informationen versorgte. Von 1944 bis 1950 leitete sie den Lehrstuhl für Klimatologie des Leningrader Meteorologischen Instituts. Sie war Ehrenmitglied der Sowjetischen Geographischen Gesellschaft.

## Ehrungen, Preise
- Orden des Roten Sterns (1943)[3]
- Medaille „Für die Verteidigung Leningrads“ (1944)
- Verdiente Wissenschaftlerin der RSFSR (1961)[2]
- Leninorden[1]
- Ehrenzeichen der Sowjetunion